# عمالة الأطفال في العراق
ارتفعت عمالة الأطفال في العراق بسبب الفقر والعنف والنزوح القسري. و استنادًا إلى تقرير صادر عن منظمة الأمم المتحدة للطفولة (اليونيسف) عام 2016، يعمل أكثر من نصف مليون طفل نتيجة تراجع دخل الأسر والعنف والنزوح. يُشير التقرير إلى أن عدد الأطفال العاملين وقت صدور التقرير قد ازداد أكثر من 575 ألفاً منذ عام 1990.

## حروب داعش
بين عامي 2014 و2016، عندما سيطر تنظيم داعش على مناطق واسعة في شمال العراق وغربه، أُجبر نحو 10 في المئة من الأطفال العراقيين (أكثر من 1.5 مليون) على الفرار من منازلهم هرباً من العنف. نتيجة لذلك، أُغلقت 20 في المئة من المدارس، مما حرم 3.5 مليون طفل من التعليم.

## النزوح
ذكر تقرير آخر لليونيسف أنه «حتى منتصف عام 2016، نزح 3.4 مليون عراقي - نحو 10% من السكان - وكان الملايين غيرهم بحاجة إلى مساعدة إنسانية عاجلة. هذا النزوح الداخلي الهائل إضافة إلى التراجع الاقتصادي المرتبط بالصراع، وضع ضغطاً هائلاً على المجتمعات المضيفة وأرهق الأنظمة الاجتماعية. وارتكبت أطراف كثيرة في الصراع انتهاكات جسيمة لحقوق الإنسان وتضاعف عدد الانتهاكات الخطيرة ضد الأطفال خلال 12 شهرًا. واجهت فتيات كثيرات مُختطفات عنفاً قائماً على النوع الاجتماعي، بينما جُنِّد الفتيان للقتال أو العمل في الخطوط الأمامية.»وثَّق المرصد العراقي لحقوق الإنسان حالات كثيرة من عمالة الأطفال، خاصة الأطفال النازحين. أكد التقرير أن الأطفال النازحين أُجبروا على العمل لتلبية الحاجات الأساسية لأسرهم، وفي الوقت نفسه، استغل أصحاب العمل ضعفهم بدفع أجور زهيدة لهم مستفيدين من حاجتهم الملحة للدخل.

## قانون العمل العراقي
تنص المادة 6، الفصل 3 من قانون العمل العراقي، على أن الحد الأدنى لِسنِّ التوظيف هو 15 عاماً. وفقاً لاتفاقية حقوق الطفل الدولية لعام 1989، يُعتبر كل من هو دون سن 18 عاماً طفلاً، ويحق له الحماية والرعاية الخاصة.